# Rei Fujita
Michel Ray David (ミシェル・レイ・デビッド Misheru Rei Debiddo?,  Nakano, Tokio, 6 de septiembre de 1988), mejor conocido bajo su nombre artístico de Rei Fujita (藤田 玲 Fujita Rei?), es un actor y músico japonés, hijo de padre francés y madre japonesa. Algunos de sus papeles más notables son el Kitazaki/Dragon Orphnoch en la serie de 2003 Kamen Rider 555 y Rei Suzumura/ZERO en Garo. Fujita también es el vocalista de la banda Dustz.

## Filmografía

### Televisión
- Kamen Rider 555 (2003) – Kitazaki/Dragon Orphnoch; (Kamen Rider Delta)
- Garo (2005–2006) – Rei Suzumura/Silver Fanged Knight ZERO
- Princess Princess D (2006) – Yūjirō Shihōdani
- Garo Special: Byakuya no Maju (2006) – Rei Suzumura/Silver Fanged Knight ZERO
- Senjou no Girls Life (2007) – Takuto
- Fūma no Kojirō (2007) – Kousuke Mibu
- RH Plus (2008) – Haruka Konoe
- Garo: Makai Senki (2011) – Rei Suzumura/Silver Fanged Knight ZERO
- Zero: Black Blood (2014) – Rei Suzumura/Silver Fanged Knight ZERO
- Zero: Dragon Blood (2017) – Rei Suzumura/Silver Fanged Knight ZERO

### Películas
- Akogare no Hito (2004) – Satoshi
- Itoshii Koto Dekinai (2007) – Shin
- Crazy Crown (2007) – Ranmaru Mori
- Arakure Knight (2007) – Igeki
- Hard Revenge, Milly: Bloody Battle (2009)
- Maebashi Visual-Kei (2011)
- Kamen Rider 555 20th: Paradise Regained (2024)

## Música
Fujita es el vocalista de la banda Dustz, en la que aparece bajo el pseudónimo de "Takuto". También ha lanzado varios singles como parte de sus papeles de actor.
| Fecha             | Título | Artista                                                                            |
| ----------------- | --- | ---------------------------------------------------------------------------------- |
| Julio de 2006     | "I Will Continue to Show You My Love" (僕が愛を伝えてゆく Boku ga Ai o Tsutaeteyuku?) | GARO Project (con Ryōsei Konishi, Mikka Hijii, Masaki Kyomoto y Hiroyuki Watanab]) |
| Agosto de 2006    | "Princess Princess D Character Song Series Vol.1 Treasure" (プリンセス・プリンセスD キャラクターソングシリーズ Vol.1 Treasure Purinsesu Purinsesu Dī Kyarakutā Songu Shirīzu Vol.1 Treasure?)                                                         | Hime (con Kenta Kamakari y Takeru Satoh)                                           |
| Octubre de 2006   | "G-Kyuu" (G-九 Jī Kyū?) | Dustz                                                                              |
| Noviembre de 2006 | "Red Rose" (赤いバラ Akai Bara?) | GARO Project                                                                       |
| Noviembre de 2006 | "Princess Princess D Character Song Series Vol.4 Raindrops ~Yūjirō's Theme~" (プリンセス・プリンセスD キャラクターソングシリーズ Vol.4 Raindrops ～裕史郎のテーマ～ Purinsesu Purinsesu Dī Kyarakutā Songu Shirīzu Vol.4 Raindrops ~Yujirō no Tēma~?) | como Yūjirō Shihōdani                                                              |
| Enero de 2007     | "Girls' Life Battlefield" (戦場のガールズライフ Senjō no Gāruzu Raifu?) | Dustz                                                                              |
| Marzo de 2008     | "Future" | Dustz                                                                              |
| Mayo de 2009      | "Break & Peace" | Dustz                                                                              |
| Octubre de 2011   | "Brilliant Day" | Dustz                                                                              |
| Abril de 2011     | "Criez" | Dustz                                                                              |
| Agosto de 2011    | "Spiral" | Dustz                                                                              |
| Diciembre de 2011 | "TROIS" | Dustz                                                                              |